# Jamaikanische Badmintonmeisterschaft 2012
Die Jamaikanische Badmintonmeisterschaft 2012 fand vom 1. bis zum 2. Dezember 2012 im Constant Spring Golf and Country Club in Kingston statt. Es war die 65. Austragung der nationalen Titelkämpfe im Badminton von Jamaika.

## Sieger und Finalisten
| Disziplin    | Gold                                 | Silber                              |
| ------------ | ------------------------------------ | ----------------------------------- |
| Herreneinzel | Gareth Henry                         | Garron Palmer                       |
| Dameneinzel  | Katherine Wynter                     | Alya Lewis                          |
| Herrendoppel | Garron Palmer Gareth Henry           | Dennis Coke Anthony McNee           |
| Damendoppel  | Debra O’Connor Christine Leyow-Mayne | Katherine Wynter Ruth Williams      |
| Mixed        | Gareth Henry Geordine Henry          | Garron Palmer Christine Leyow-Mayne |